# Fontana di Capodichino

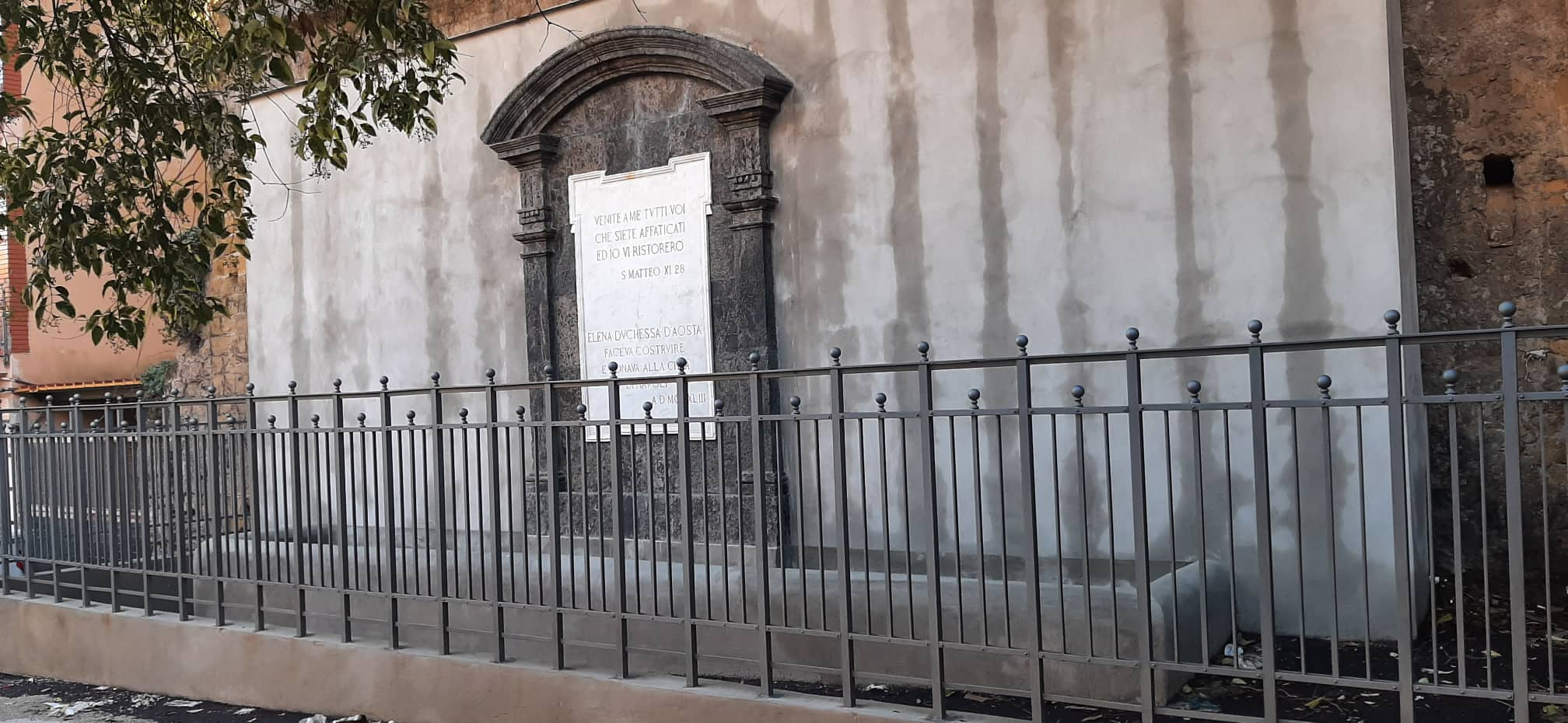
Fontana di Capodichino

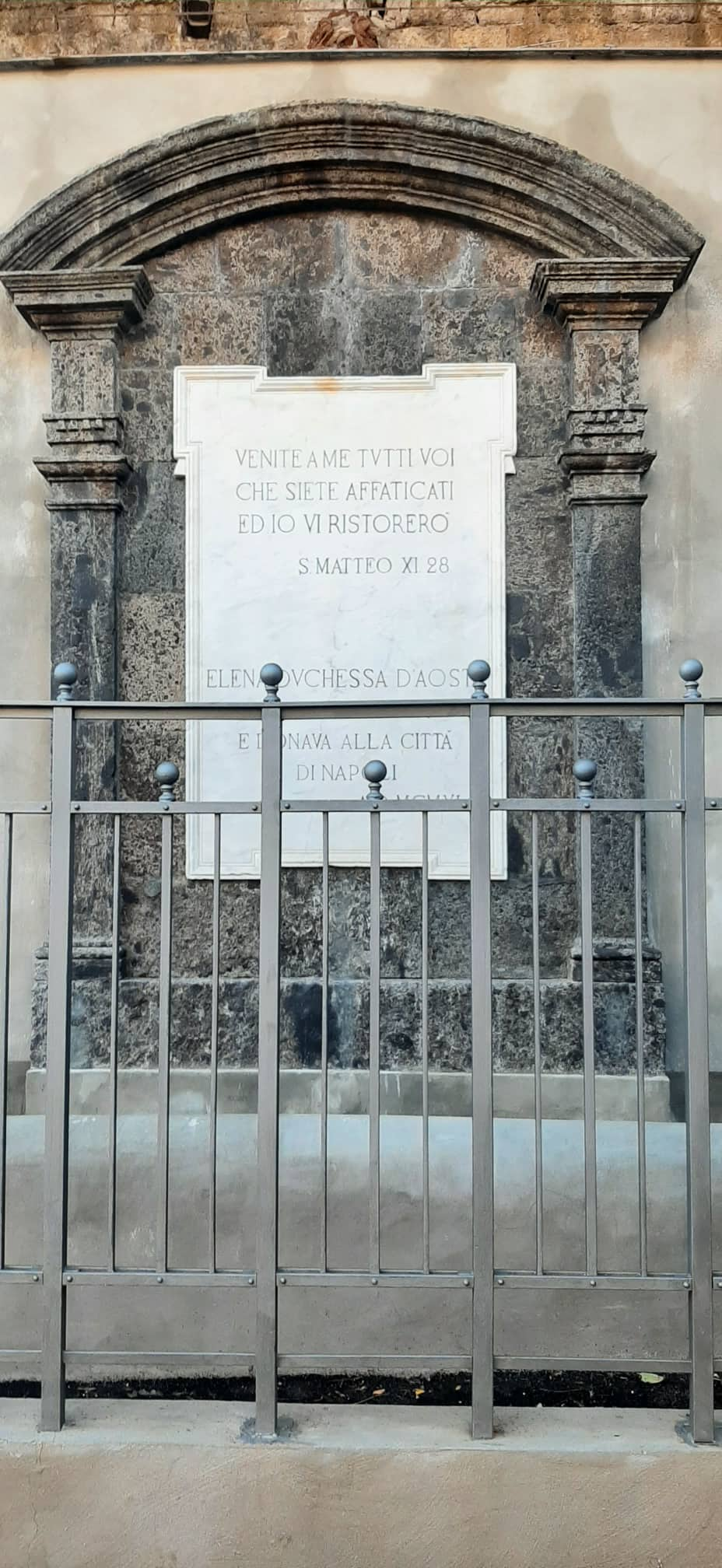
Particolare

L'Abbeveratoio monumentale di Calata Capodichino, meglio conosciuto semplicemente come fontana di Calata o fontana di Capodichino, è una delle fontane storiche di Napoli. 
La fontana fu costruita per volontà di Elena d'Orléans, moglie di Emanuele Filiberto di Savoia-Aosta. Il motivo di questo dono alla città, in maniera specifica a questa zona, sta nel fatto che la salita in oggetto era frequentata da molti commercianti che si spostavano con i loro pesanti carichi dal centro verso le zone limitrofe. Si trattava soprattutto di braccianti agricoli o commercianti di bestiame. 
La fontana, posta su una grande parte di tufo, è caratterizzata da una vasca rettangolare in piperno e un'epigrafe su lastra bianca riportante un verso del Vangelo di Matteo: "Venite a me tutti voi che siete affaticati e io vi ristorerò”.
Per molto tempo è stata in cattivo stato di conservazione.